# Opinie
Cuvântul opinie indică mai multe perspective de înțelegere, fie ca o declarație neargumentată, ca un punct de vedere subiectiv, de atribuire de valoare, unui anume obiect, proprietate, relație, eveniment, fie ca afirmație argumentată a unui posesor de informații specifice unui sector de activitate, care își folosește abilitățile specifice pentru a descrie sau determina, o anume stare de lucruri într-un interval oarecare al acțiunii sau cunoașterii umane. Pe scurt, opinie înseamnă părere, judecată, idee.
Opinia mai poate fi neutră sau implicantă, în prima variantă, cel care o formulează are doar o atitudine conceptuală, relaxată informațional, cu privire la subiectul sau situația discutată și caracterizată, fără a fi cumva legat prin interese, emoții, realizări proprii, sau alte dependente, de câmpul realității în care formulează și eliberează opinia. Opinia implicantă presupune o dependență oarecare între propunătorul de opinie și compartimentul modal opinat. Opiniile implicante se asamblează în acele zone ale realității apte de a primi măsuri evaluant –valorizante, generatoare de satisfacții, indispoziții sau chiar suferințe, precum spațiile culturale, sportive, politice, religioase, unde subiecții sunt cuplați prin diferite, condiționări, sau așteptări de realizare, a unui eveniment dat.
Cu cât structura și corelabilitatea internă a unui spațiu fenomenal, societal sau pur conceptual e mai complicată cu atât diversitatea, divergentă și lipsă de relevanță a opiniilor este mai mare.
Un exemplu ilustrativ de diversitate, divergență și majoritar irelevantă caracterizare sau apreciere, este opinia politică unde tot individul se simte competent și obligat să spună ceva definitiv, să stabilească el și numai el adevărul, să se proclame autoritatea ultimă în domeniu.
Opinii divergente și irelevante se mai formulează în teritoriile culturii, unde sunt judecate prin diferite criterii valorizante naive sau nepotrivite, diferite opere literare sau de altă natură inclusiv spectacole la modă, ori considerate de referință. Și sportul este bine dotat cu felurite opinii angajante, pătimașe, deseori contradictorii, greu conciliabile, violente, sistematic adverse. Sunt bine cunoscute nenumăratele controverse și agresiuni între admiratorii diferitelor echipe sau sportivi, tratați ca idoli și apreciați fără rezervă, fie ca un merit sau nu.
Există intervale ale cunoașterii și stabilirii adevărului, unde opinia este riscantă și de regulă neavizată, dacă cel care o emite nu are informații solide și o competență recunoscută în domeniu. Este cazul cu lansarea de opinii în diferite intervale ale cunoașterii științifice, sau tehnologice, unde faptele se stabilesc numai după cercetări îndelungate și foarte precise, implicând instrumente de observație, și strategii modelante cauzal sau interpretante, abstracte, construite matematic și evident neinteligibile omului oarecare. Cu toate acestea și în știință oamenii fără pregătire și calități, riscă tot felul de analize sau descrieri eronate și fac tot felul de propuneri de posibilitate funcțională, fără nici o bază teoretică justificantă.
Spre exemplu istoria cunoaște multe situații în care oameni fără cunoștințe specializate au propus dispozitive care să funcționeze cu încălcarea legilor naturii, spre exemplu propunerii de construcție a perpetuum mobile, sau propuneri de dispozitive, care să nu se supună legii gravitației sau să o anihileze pe diferite căi.
Opinia de orice fel este locul de permanentă și spontană exprimare de sine, a oricărui om, de orice condiție, competență și grad de implicare, în indiferent ce interval al faptelor. Oferta unei opinii, cerută sau nu, definește caracterul socio interactiv al omului din toate timpurile, cu sine, cu semenii, cu întreaga societate, cu toată realitatea, în care acționează pentru a supraviețui sau pentru a se distra cumva.